# Abaucourt-Hautecourt
Abaucourt-Hautecourt ist eine französische Gemeinde mit 100 Einwohnern (Stand: 1. Januar 2022) im Département Meuse in der Region Grand Est (vor 2016: Lothringen). Die Gemeinde gehört zum Arrondissement Verdun und zum Kanton Belleville-sur-Meuse. Die Einwohner werden Abaucourtois genannt.

## Geographie
Abaucourt-Hautecourt liegt etwa 13 Kilometer ostnordöstlich von Verdun. Umgeben wird Abaucourt-Hautecourt mit den Nachbargemeinden Dieppe-sous-Douaumont im Nordwesten und Norden, Fromezey im Nordosten und Osten, Herméville-en-Woëvre im Südosten, Grimaucourt-en-Woëvre im Süden, Eix im Südwesten und Westen sowie Damloup im Westen.

## Geschichte
1973 entstand die heutige Gemeinde aus den eigenständigen Kommunen Abaucourt-lès-Souppleville und Hautecourt-lès-Broville.

### Bevölkerungsentwicklung
| Jahr                       | 1962 | 1968 | 1975 | 1982 | 1990 | 1999 | 2006 | 2019 |
| Einwohner                  | 113  | 84   | 118  | 100  | 112  | 111  | 102  | 103  |
| Quellen: Cassini und INSEE |      |      |      |      |      |      |      |      |

## Sehenswürdigkeiten
- Deutscher Soldatenfriedhof mit 7885 Gräbern

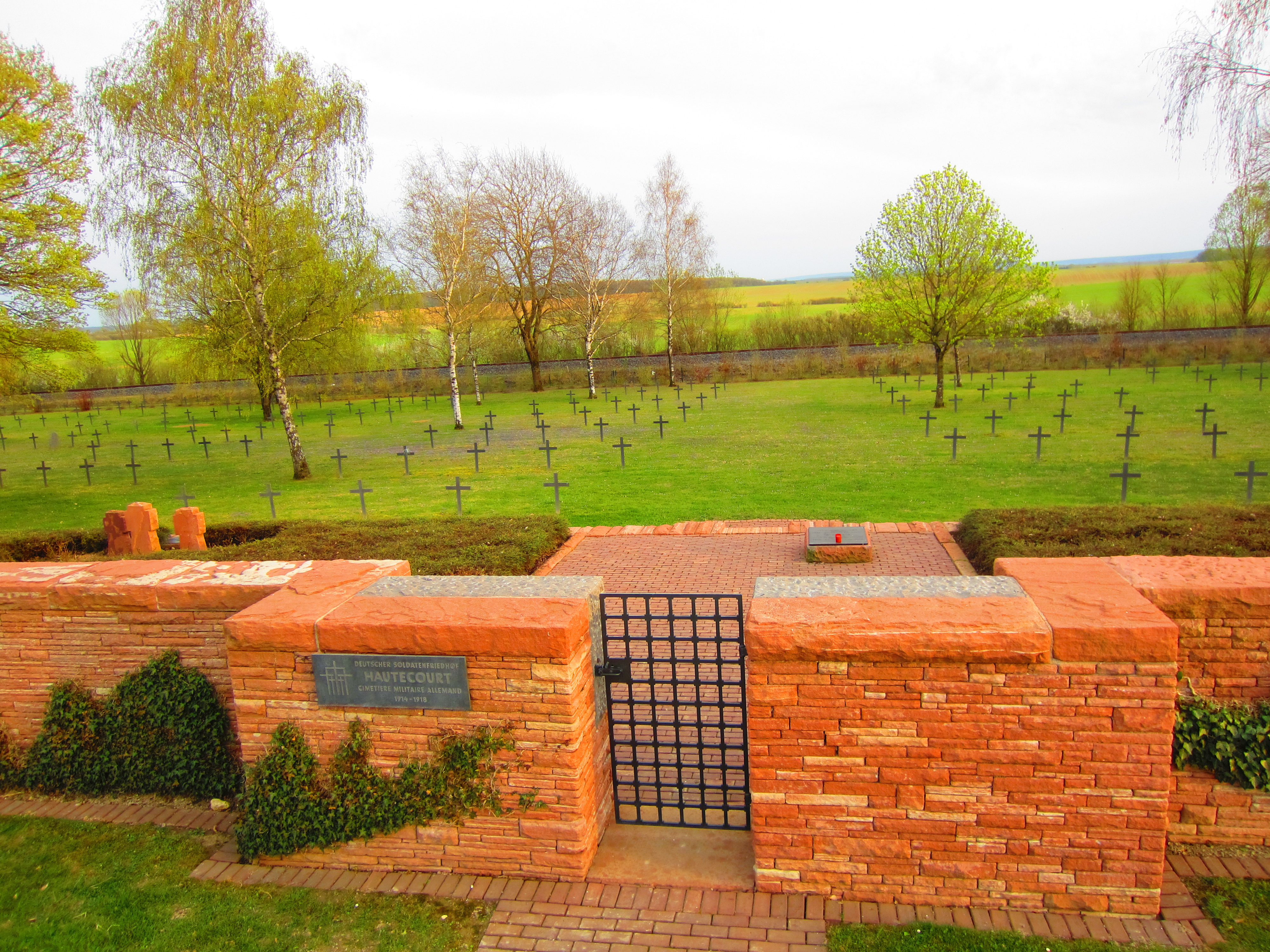
Deutscher Soldatenfriedhof

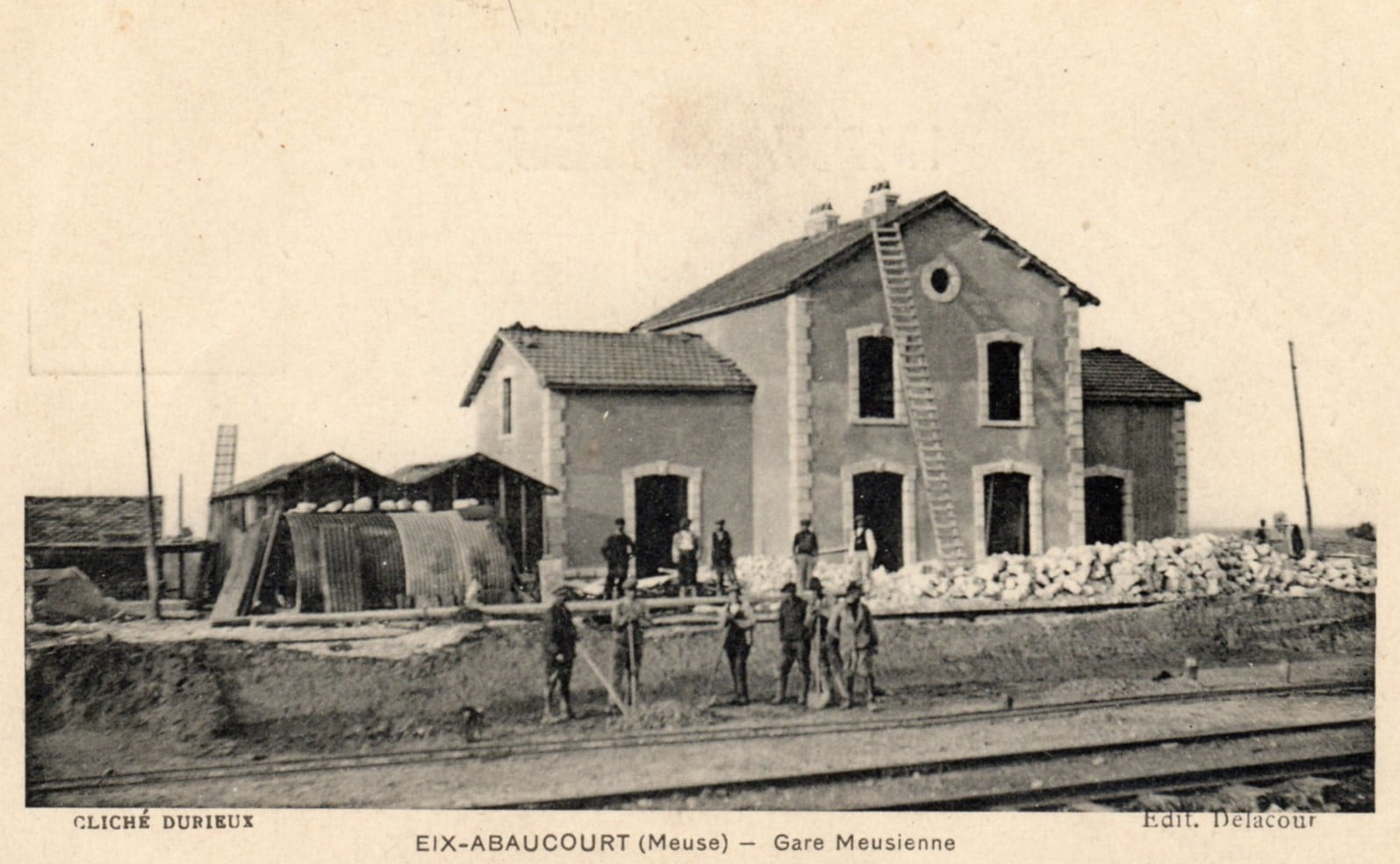
Ehemaliger Bahnhof Eix-Abaucourt (um 1910)

- Wasserturm

## Persönlichkeiten
- René Dorme (1894–1917), Jagdflieger des Ersten Weltkriegs